# 宋毓
宋毓（1462年—？年），字鍾秀，山東德州人，直隸德州衛官籍，治《詩經》，明朝政治人物。

## 生平
山東鄉試第四十一名舉人。弘治九年（1496年）中式丙辰科二甲第六十二名進士。曾官浙江衢州府知府。

## 家族
曾祖宋士興，百戶；祖父宋友，百戶；父宋禎，前母許氏；劉氏。